# Vertical Kilometer World Circuit 2018
Navigation
2017 2019
Le Vertical Kilometer World Circuit 2018 est la deuxième édition du Vertical Kilometer World Circuit, compétition de courses verticales organisée par la fédération internationale de skyrunning. Avant l'année 2017 le circuit mondial de courses verticales était intégré au Skyrunner World Series (depuis sa création en 2002). Le circuit 2018 comporte 12 épreuves réparties de mai à octobre et rassemble les épreuves les plus prestigieuses de la discipline. Les catégories féminines et masculines ont le même programme de courses et le même barème. Des points sont attribués aux 20 premiers de chaque catégorie et un classement final rassemble les athlètes ayant obtenu le plus de point durant la saison. Le circuit est remporté par Rémi Bonnet et Christel Dewalle.

## Règlement
Le calcul des points est identique dans les catégories féminines et masculines. Le score final d'un athlète cumule ses six meilleurs résultats de la saison. Les 20 premiers de chaque course obtiennent des points. Un barème de base est appliqué et quatre courses attribuent un bonus de points de 50 % par rapport à ce barème de référence : Trentapassi Vertical Race, Zegama-Aizkorri Vertical Kilometer, DoloMyths Run Vertical Kilometer et Les KM de Chando. Un total de 10 000 € de dotation est attribué à la fin de la saison aux trois premiers des classements hommes et femmes. Cette dotation est de 2 500 € au premier, 1 500 € au second et 1 000 € au troisième.
| Classement                | 1er | 2e  | 3e  | 4e | 5e | 6e | 7e | 8e | 9e | 10e | 11e | 12e | 13e | 14e | 15e | 16e | 17e | 18e | 19e | 20e |
| ------------------------- | --- | --- | --- | -- | -- | -- | -- | -- | -- | --- | --- | --- | --- | --- | --- | --- | --- | --- | --- | --- |
| Points                    | 100 | 80  | 70  | 60 | 54 | 48 | 42 | 36 | 30 | 26  | 22  | 18  | 16  | 14  | 12  | 10  | 8   | 6   | 4   | 2   |
| Points avec bonus de 50 % | 150 | 120 | 105 | 90 | 81 | 72 | 63 | 54 | 45 | 39  | 33  | 27  | 24  | 21  | 18  | 15  | 12  | 9   | 6   | 3   |

## Programme
| Nom de la course                      | Distance | Dénivelé   | Pays     | Date              | Gagnant            | Gagnante         |
| ------------------------------------- | -------- | ---------- | -------- | ----------------- | ------------------ | ---------------- |
| Trentapassi Vertical Race             | 3,4 km   | 1 050 m D+ | Italie   | 6 mai 2018        | Davide Magnini     | Christel Dewalle |
| Transvulcania Vertical Kilometer      | 7,6 km   | 1 203 m D+ | Espagne  | 10 mai 2018       | Pascal Egli        | Christel Dewalle |
| Zegama-Aizkorri Vertical Kilometer    | 3 km     | 1 015 m D+ | Espagne  | 25 mai 2018       | Rémi Bonnet        | Christel Dewalle |
| Santana Vertical Kilometer            | 4,8 km   | 1 003 m D+ | Portugal | 1er juin 2018     | Romeo Gouveia      | Ruth Croft       |
| Olympus Vertical                      | 4,3 km   | 1 024 m D+ | Grèce    | 22 juin 2018      | Ferran Teixido     | Lina El Kott     |
| Kilomètre Vertical Face de Bellevarde | 3 km     | 970 m D+   | France   | 6 juillet 2018    | Xavier Gachet      | Axelle Mollaret  |
| DoloMyths Run Vertical Kilometer      | 2,6 km   | 1 000 m D+ | Italie   | 20 juillet 2018   | Davide Magnini     | Victoria Kreuzer |
| Red Bull K3                           | 9,7 km   | 3 036 m D+ | Italie   | 28 juillet 2018   | Martin Anthamatten | Victoria Kreuzer |
| Blåmann Vertical                      | 2,7 km   | 1 044 m D+ | Norvège  | 4 août 2018       | Eirik Haugsnes     | Therese Sjursen  |
| Les KM de Chando                      | 7,7 km   | 1 970 m D+ | Suisse   | 22 septembre 2018 | Rémi Bonnet        | Christel Dewalle |
| Verticale du Grand Serre              | 1,8 km   | 1 000 m D+ | France   | 30 septembre 2018 | Rémi Bonnet        | Axelle Mollaret  |
| Vertical Grèste de la Mughéra         | 3,7 km   | 1 080 m D+ | Italie   | 12 octobre 2018   | Rémi Bonnet        | Judith Wyder     |

## Résultats

### Hommes
- Courses avec barème classique (100 points au vainqueur)
- Courses avec bonus de 50 % de points (150 points au vainqueur)

| Course                                | Vainqueur          | Deuxième           | Troisième          | Leader du classement général |
| ------------------------------------- | ------------------ | ------------------ | ------------------ | ---------------------------- |
| Trentapassi Vertical Race             | Davide Magnini     | Patrick Facchini   | Pascal Egli        | Davide Magnini               |
| Transvulcania Vertical Kilometer      | Pascal Egli        | Stian Angermund    | Ruy Ueda           | Pascal Egli                  |
| Zegama-Aizkorri Vertical Kilometer    | Rémi Bonnet        | Oriol Cardona Coll | Imanol Goni        | Pascal Egli                  |
| Santana Vertical Kilometer            | Romeo Gouveia      | Ferran Teixido     | Joan Freixa        | Pascal Egli                  |
| Olympus Vertical                      | Ferran Teixido     | Mario Olmedo       | Georgios Dialektos | Pascal Egli                  |
| Kilomètre Vertical Face de Bellevarde | Xavier Gachet      | Adrien Perret      | Simone Eydallin    | Pascal Egli                  |
| DoloMyths Run Vertical Kilometer      | Davide Magnini     | Nadir Maguet       | Nejc Kuhar         | Pascal Egli                  |
| Red Bull K3                           | Martin Anthamatten | Luka Kovacic       | Xavier Gachet      | Pascal Egli                  |
| Blåmann Vertical                      | Eirik Haugsnes     | Ferran Teixido     | Daniele Felicetti  | Ferran Teixido               |
| Les KM de Chando                      | Rémi Bonnet        | Pascal Egli        | Ferran Teixido     | Ferran Teixido               |
| Verticale du Grand Serre              | Rémi Bonnet        | Xavier Gachet      | Ferran Teixido     | Pascal Egli                  |
| Vertical Grèste de la Mughéra         | Rémi Bonnet        | Luka Kovacic       | Davide Magnini     | Rémi Bonnet                  |

### Femmes
- Courses avec barème classique (100 points au vainqueur)
- Courses avec bonus de 50 % de points (150 points au vainqueur)

| Course                                | Vainqueur        | Deuxième         | Troisième            | Leader du classement général |
| ------------------------------------- | ---------------- | ---------------- | -------------------- | ---------------------------- |
| Trentapassi Vertical Race             | Christel Dewalle | Hillary Gerardi  | Jessica Pardin       | Christel Dewalle             |
| Transvulcania Vertical Kilometer      | Christel Dewalle | Laura Orgué      | Zuzana Krchova       | Christel Dewalle             |
| Zegama-Aizkorri Vertical Kilometer    | Christel Dewalle | Emma Pooley      | Jessica Pardin       | Christel Dewalle             |
| Santana Vertical Kilometer            | Ruth Croft       | Elise Chabbey    | Anna Frost           | Christel Dewalle             |
| Olympus Vertical                      | Lina El Kott     | Sanna El Kott    | Glikeria Tziatzia    | Christel Dewalle             |
| Kilomètre Vertical Face de Bellevarde | Axelle Mollaret  | Christel Dewalle | Lina El Kott         | Christel Dewalle             |
| DoloMyths Run Vertical Kilometer      | Victoria Kreuzer | Lina El Kott     | Laura Orgué          | Christel Dewalle             |
| Red Bull K3                           | Victoria Kreuzer | Axelle Mollaret  | Camilla Magliano     | Christel Dewalle             |
| Blåmann Vertical                      | Therese Sjursen  | Silje Hansen     | Berthe Svenkerud     | Christel Dewalle             |
| Les KM de Chando                      | Christel Dewalle | Victoria Kreuzer | Corinne Favre        | Christel Dewalle             |
| Verticale du Grand Serre              | Axelle Mollaret  | Christel Dewalle | Marianna Jagercikova | Christel Dewalle             |
| Vertical Grèste de la Mughéra         | Judith Wyder     | Michelle Maier   | Camilla Magliano     | Christel Dewalle             |